# Quercus annulata
Espèce
Synonymes
- Cyclobalanopsis annulata (Sm.) Oerst.[1]
- Quercus glauca subsp. annulata (Sm.) A.Camus[1]
- Quercus phullata Buch.-Ham. ex D.Don[1]

Quercus annulata Sm., 1819 est une espèce de Chênes du sous-genre Cyclobalanopsis. L'espèce est présente, au Népal, au Bhoutan, en Inde, en Chine, au Myanmar, et au Viet Nam.